# ديلي كرونيكل
صحيفة ديلي كرونيكل (بالإنجليزية:  Daily Chronicle)‏ صحيفة بريطانية نُشرت من عام 1872 إلى عام 1930 اندمجت فيما بعد مع ديلي نيوز لتصبح نيوز كرونيكل.